# Quisqueya (cidade)
Quisqueya é um município da República Dominicana pertencente à província de San Pedro de Macorís.
Sua população estimada em 2012 era de 24 885 habitantes.